# Kira Kosarin
Kira Nicole Kosarin (Boca Raton, Florida, 7 oktober 1997) is een Amerikaanse actrice. Ze is bekend geworden vanwege haar rol als Phoebe Thunderman in de Nickelodeon serie The Thundermans.

## Biografie
Kosarin danste en studeerde ballet bij het Boca Ballet Theatre. Haar ouders waren Broadway-artiesten, haar moeder als actrice en haar vader als music director. Hierdoor groeide ze al acterend, zingend en dansend op. Nadat ze een "acting on camera" workshop had gevolgd, wilde ze niets liever dan acteren. Ze verhuisde daarom naar Los Angeles om een televisiecarrière te beginnen.
Kosarin werd in 2015 genomineerd voor een Kids' Choice Award in de categorie "Favoriete tv-actrice". De prijs ging uiteindelijk naar Laura Marano. In 2016 werd ze opnieuw genomineerd voor de Kids' Choice Award in de categorie "Favoriete tv-actrice", maar ook dit keer won ze niet. Zij en haar medespelers wonnen echter wel de prijs voor "Favoriet tv-programma" met De Thundermans.
Kosarin speelde verder in een Nickelodeon-film getiteld One Crazy Cruise, die opgenomen werd in de herfst van 2014 in Vancouver en uitkwam op 19 juni 2015.
Kosarin heeft een YouTubekanaal waar ze video's plaatst van muziekcovers, liedjes en vlogs.

## Filmografie
| Jaar      | Titel                                      | Rol               | Opmerking                                |
| --------- | ------------------------------------------ | ----------------- | ---------------------------------------- |
| 2012      | Shake It Up                                | Raina Kumar       | Aflevering: "Wrestle It Up"              |
| 2013–2018 | De Thundermans                             | Phoebe Thunderman | Hoofdrol                                 |
| 2014      | AwesomenessTV                              | Kira Kosarin      | Gastheer; aflevering: "Teen Challenge"   |
| 2015      | One Crazy Cruise                           | Ellie Bauer       | Tv-film (Nickelodeon)                    |
| 2015      | Nickelodeon's Ho Ho Holiday                | Zichzelf          | Tv-film                                  |
| 2016      | School of Rock                             | Prinses Oliviana  | Aflevering: "A Band with No Name"        |
| 2016      | Henry Danger                               | Phoebe Thunderman | Crossover aflevering: "Danger & Thunder" |
| 2016      | Paradise Run                               | Zichzelf          | 2 afleveringen                           |
| 2017      | Nickelodeon's Not So Valentine's Special   | Zichzelf          | Special                                  |
| 2017      | Nickelodeon's Sizzling Summer Camp Special | Zichzelf          | Special                                  |
| 2018      | Knight Squad                               | Kiki de geest     |                                          |

## Prijzen en nominaties
| Jaar | Prijs              | Categorie            | Werk           | Resultaat   |
| ---- | ------------------ | -------------------- | -------------- | ----------- |
| 2015 | Kids' Choice Award | Favoriete tv-actrice | De Thundermans | Genomineerd |
| 2016 | Kids' Choice Award | Favoriete tv-actrice | De Thundermans | Genomineerd |
| 2017 | Kids' Choice Award | Favoriete tv-actrice | De Thundermans | Genomineerd |